# Нахаль (бригада)
933-я пехотная бригада «На́халь» (ивр. חטיבת הנח"ל‎) — израильская пехотная бригада, сформированная в 1982 году. Является регулярным подразделением сухопутных войск Армии обороны Израиля.
Находится в составе 162-й бронетанковой дивизии «Ха-Плада» Южного военного округа.

## История
Название Нахаль является сокращением от слов Ноар Халуци Лохем, что переводится как «Сражающаяся Пионерская Молодёжь». Идея создания боевых частей, солдаты которых соединяют боевую службу с крестьянским трудом, принадлежит Давиду Бен-Гуриону. В его концепции охрана границ молодого еврейского государства должна была быть в руках населения еврейских деревень пограничья — солдат-крестьян. Эта идея завоевала популярность среди патриотически настроенной израильской молодёжи.
Первые такие подразделения возникли в 1948 году в рамках молодёжной организации ГАДНА, которая готовила молодёжь к армейской службе. Члены групп Нахаль, называемые «гаръин» (ядро), проходили сельскохозяйственное обучение и боевую подготовку, а затем их отправляли создавать военизированные сельские населённые пункты в стратегически важных для Израиля районах. Всего было создано 108 таких поселений. После Шестидневной войны Нахаль создавались важные поселения в долине реки Иордан и в районе Арава.
С течением времени военный аспект деятельности Нахаль был усилен, а в ходе Первой ливанской войны в 1982 году на основе подразделений Нахаль была сформирована пехотная бригада. Комплектуется исключительно добровольцами.
В 1997 году бригаду подчинили командованию Центрального военного округа, а подразделения, занимающиеся созданием сельскохозяйственных поселений остались в ведении старшего офицера Генерального штаба по делам молодёжи и образования.

## Символика
Солдаты бригады Нахаль носят салатовые береты и красные ботинки. Бригада имеет собственное знамя бело-зелёного цвета и герб с изображением меча и серпа.

## Состав
В состав бригады входят:
- 50-й пехотный батальон «Базе́лет» (ивр. בזלת‎);
- 931-й пехотный батальон «Ша́хам» (ивр. שחם‎);
- 932-й пехотный батальон «Грани́т» (ивр. גרניט‎);
- 934-й разведывательный батальон (ивр. גדס"ר‎ гадса́р) «Топа́з» (ивр. טופז‎), включающий разведывательную роту (ивр. פלס"ר‎ пальса́р) («Сайе́рет На́халь»), противотанковую роту (ивр. פלנ"ט‎ пальна́т), военно-инженерную роту (ивр. פלחה"ן‎ пальха́hан) и снайперскую роту (ивр. פלת"ץ‎ пальта́ц);
- Тренировочная база бригады (ивр. בא"ח נח"ל‎ бах На́халь);
- Рота связи бригадного подчинения (ивр. פלחי"ק‎ пальхи́к).

## Командиры бригады
| Имя               | Период                        | Комментарий                                                                         |
| Хаим Орен         | июнь 1982 — январь 1983       |                                                                                     |
| Менахем Заторски  | январь 1983 — январь 1984     |                                                                                     |
| Нехемья Тамари    | январь 1984 — январь 1985     | В дальнейшем генерал-майор (алуф)                                                   |
| Хагай Леви        | январь 1985 — май 1986        | В дальнейшем бригадный генерал (тат-алуф)                                           |
| Шмуэль Цукер      | май 1986 — октябрь 1987       | В дальнейшем бригадный генерал (тат-алуф)                                           |
| Яаков Села        | октябрь 1987 — декабрь 1987   | Отстранён вследствие событий «Ночи дельтапланов» (ивр. ליל הגלשונים‎)                |
| Исраэль Рамот     | январь 1988 — апрель 1989     |                                                                                     |
| Ицхак Эйтан       | апрель 1989 — декабрь 1990    | В дальнейшем генерал-майор (алуф)                                                   |
| Амос Бен-Хаим     | декабрь 1990 — октябрь 1992   | В дальнейшем бригадный генерал (тат-алуф)                                           |
| Шамай Ран         | октябрь 1992 — июнь 1994      |                                                                                     |
| Эли Амитай        | июнь 1994 — февраль 1996      | В дальнейшем бригадный генерал (тат-алуф)                                           |
| Илан Харари       | февраль 1996 — апрель 1998    | В дальнейшем бригадный генерал (тат-алуф) и мэр города Лод                          |
| Таль Руссо        | апрель 1998 — август 2000     | В дальнейшем генерал-майор (алуф)                                                   |
| Яир Голан         | август 2000 — июль 2002       | В дальнейшем генерал-майор (алуф)                                                   |
| Ноам Тибон        | июль 2002 — август 2004       | В дальнейшем генерал-майор (алуф)                                                   |
| Рони Нума         | август 2004 — май 2006        | В дальнейшем генерал-майор (алуф)                                                   |
| Мики Эдельштейн   | май 2006 — май 2008           | Командир бригады во время Второй ливанской войны, в дальнейшем генерал-майор (алуф) |
| Моти Барух        | май 2008 — март 2010          | В дальнейшем генерал-майор (алуф)                                                   |
| Амир Абулафия     | март 2010 — март 2012         | В дальнейшем генерал-майор (алуф)                                                   |
| Йехуда Фукс       | март 2012 — май 2014          | В дальнейшем генерал-майор (алуф)                                                   |
| Ори Гордин        | май 2014 — май 2015           | В дальнейшем генерал-майор (алуф)                                                   |
| Амос Ха-Коэн      | май 2015 — март 2017          |                                                                                     |
| Дан Гольдфус      | март 2017 — август 2019       | В дальнейшем генерал-майор (алуф)                                                   |
| Исраэль Шумер     | август 2019 — июнь 2021       | В дальнейшем бригадный генерал (тат-алуф)                                           |
| Шарон Асман       | 28 июня 2021 — 1 июля 2021    | Скончался в ходе тренировки вскоре после вступления на должность                    |
| Исраэль Шумер     | 1 июля 2021 — 1 сентября 2021 | Вернулся на должность после кончины своего преемника                                |
| Орен Симха        | 1 сентября 2021 — 28 мая 2023 |                                                                                     |
| Йонатан Штейнберг | 28 мая 2023 — 7 октября 2023  | Убит боевиками ХАМАС в ходе вторжения террористов 7 октября 2023 года               |
| Яир Цукерман      | 8 октября 2023 — 15 июня 2025 |                                                                                     |
| Арик Мояль        | с 15 октября 2025             |                                                                                     |